# Chiesa dell'Immacolata (Milano)
La chiesa dell'Immacolata era una chiesa di Milano. Situata nell'attuale via Giuseppe Verdi, la chiesa non è più esistente.

## Storia e descrizione
La chiesa sorse nel 1719 per opera delle monache che abitavano nell'omonimo convento, situato nell'allora contrada di San Silvestro, che prendeva il nome dalla chiesa di San Silvestro situata di fronte al convento. La chiesa viene descritta come molto piccola: sopra il portale d'ingresso vi era raffigurato un affresco dell' Immacolata Concezione, mentre lo stesso tema era rappresentato in un dipinto su legno sull'altare maggiore della chiesa. Non è nota la data di sconsacrazione e demolizione della chiesa, tuttavia essa non compare più già nelle mappe di Milano risalenti al 1855.